# علجوم مائي مخوذ
علجوم مائي مخوذ (الاسم العلمي: Calyptocephalella gayi)، جنس ضفادع من فصيلة علاجيم مائية مخوذة. يضم نوع واحد حيي فقط (Calyptocephalella gay)، بالإضافة إلى بعض الأنواع المنقرضة من عصور ما قبل التاريخ. العلجوم المائي المخوذ هو كائن مائي إلى شبه مائي، ويوجد في أحواض وخزانات عميقة في وسط تشيلي وربما المناطق المجاورة في غرب وسط الأرجنتين.